# Şah Sultan
Şah Sultan (en turco otomano: شاه سلطان‎; "soberano") (Trebisonda, c.1500 — Estambul, c. 1572), también conocida como Şahıhuban Sultan, fue una princesa otomana, hija de Selim I y de su segunda consorte, Ayşe Hatun. Era media hermana de Solimán el Magnífico. Durante el reinado de su hermano se convirtió en una figura prominente y que constantemente hacía caridad acompañada de la esposa legal de Solimán, Hürrem Sultan.

## Vida
Şah nació alrededor de 1500 en la provincia de Trebisonda, donde su padre actuaba como Sanjak Bey. Fue posiblemente la única hija que Ayşe Hatun tuvo, ya que de ahí no se reportaron más nacimientos. Los historiadores también la suelen nombrar como Şahıhuban o Şah-ı-Huban, es posible que realmente se haya llamado Şahıhuban y haya sido abreviado a Şah.
En 1512 su padre destronó a su abuelo, Bayezid II y tomó su lugar como Selim I, posteriormente capturó y ejecutó a su hermano y rival, Şehzade Ahmet y pudo continuar con el trono tranquilamente y sin rebeliones. Durante el reinado de su padre, vivió en el Palacio Viejo como todos los demás. En 1520, su padre falleció y su hermano tomó el trono, por lo que probablemente se trasladó a Estambul.
En 1523, contrajo matrimonio con Damat Lütfi Paşa, quién más tarde se convertiría en el Gran Visir en 1539. En 1525, dio a luz una única hija, Esmehan Baharnaz. Por lo que dice, no fue un matrimonio feliz y cómodo. 
La carrera de su esposo como Gran Visir terminó mal. En 1541, castigó a una prostituta por adulterio mutilando sus genitales. Como mujer, Şah no toleró la humillación y mutilación de una mujer sin una palabra, razón por la cual discutió con su esposo, quien terminó golpeándola. Şah ordenó primero a sus sirvientes golpearlo y luego solicitó a su hermano Solimán el Magnífico el divorcio. El gran visir fue depuesto y exiliado. No sabemos mucho sobre su relación, pero es probable que Lütfi haya introducido a Şah al sufismo y también la haya ayudado a profundizar en temas religiosos. 
Pertenecía a la secta religiosa Sümbüli, que era dirigida por Koca Mustafa Paşa. Hizo construir una mezquita en 1556. Más tarde, construyó una escuela en Silivrikapi. Era conocida por ser gentil y piadosa con la gente. Normalmente se le veía en comedores de caridad junto a la esposa del sultán. Los embajadores mencionan a Şah como la hermana más cercana a Solimán.
Luego de su divorcio, Şah permaneció con su hermano en Estambul por el resto de su vida y apoyó a la esposa de este, Hürrem Sultan, en las realizaciones de sus proyectos de caridad y construcción. Vivió una vida modesta en el Palacio Viejo y dedicó todo su tiempo a la caridad y la religión.

## Muerte
Falleció de causas naturales en 1572, y fue enterrada en el mausoleo de su padre, junto a su hija.

## Descendencia
- Esmehan Baharnaz Hanim Sultan (c.1525 — c.1559), casada con Hüseyn Paşa y madre de Neslihan Hanim y Vasfihan Hanim.